# Євмененко Володимир Олександрович
Володимир Олександрович Євмененко — штаб-старшина ВМС Збройних Сил України, учасник російсько-української війни, що загинув під час російського вторгнення в Україну.

## Життєпис
Загинув 28 лютого 2022 року в результаті ворожого авіаудару під час російського вторгнення в Україну.

## Нагороди
- орден «За мужність» III ступеня (2022, посмертно) — за особисту мужність під час виконання бойових завдань, самовіддані дії, виявлені у захисті державного суверенітету та територіальної цілісності України, вірність військовій присязі.